# Interdisciplinarita
Interdisciplinarita je použití přístupů, způsobů myšlení nebo alespoň metod různých vědeckých oborů v jediném projektu základního nebo aplikovaného výzkumu.
Interdisciplinární způsob práce zahrnuje několik nezávislých věd, které svými metodami studují nějakou převážně vědeckou otázku. Je vedlejší zda tyto obory samy využívají interdisciplinární přístupy, nebo zda interdisciplinarita vyplývá pouze z kombinace těchto oborů.
Na rozdíl od multidisciplinarity je zde důležité, aby se metody přenášely mezi obory a aby strategie řešení nebyla založena pouze na výměně výsledků mezi obory. Interdisciplinarita vyžaduje sloučení a synergii aspektů jednotlivých oborů, pouhé postupné použití těchto aspektů nestačí.